# Superstar (sång)
Superstar, skriven av Ola Salo, är en låt med den svenska rockgruppen The Ark från 2010.
Låten släpptes som singel den 26 mars 2010, samma dag som The Ark uppträdde med denna låten i talkshowen Skavlan. Låten finns även med på albumet In Full Regalia, den släpptes 26 april samma år, alltså exakt en månad efter singeln släppts.

## Listplaceringar
| Lista (2010) | Topplacering |
| ------------ | ------------ |
| Sverige      | 33           |

### Fotnoter
1. ↑  Swedishcharts - Superstar på den svenska singellistan